# 申特維 (馬里蘭州)
申特維是美國馬里蘭州安妮女王縣的縣治。於1794年註冊成立。根據2010年人口普查，本城共有人口4,285人。

## 地理
申特維的座標為39°2′46″N 76°3′52″W / 39.04611°N 76.06444°W（39.046206, -76.064345）。根據2000年人口普查，本城面積為2.45平方英里（6.35平方），沒有水域。